# 中国电影博物馆
中国电影博物馆，位于北京市朝阳区南影路9号，是目前世界上最大的国家级电影专业博物馆，是纪念中国电影诞生100周年的标志性建筑。中国电影博物馆是北京市人民政府直属事业单位。由国家广电总局和北京市人民政府共同建设，占地52亩，建筑面积37930平方米。
中国电影博物馆的建筑由美国RTKL国际有限公司和北京市建筑设计研究院合作设计，设有20个展厅，介绍中国电影百年发展历程以及电影科技博览。另有临时展厅、报告厅和多功能厅。馆内还设有巨幕电影厅、数字电影厅及三个35毫米电影放映厅。

## 历史
为了庆祝中国电影百年华诞，中国电影博物馆2005年12月29日开馆试运行。
2007年2月10日，中国电影博物馆正式对社会开放。2008年7月26日，中国电影博物馆蜡像厅揭幕。

## 展厅
| 展览区： - 第1厅 电影的发明 - 第2厅 中国电影的诞生和早期发展 - 第3厅 革命战争时期的中国电影 - 第4厅 新中国电影的创建与发展 - 第5厅 新时期的中国电影 - 第6厅 美术电影 - 第7厅 儿童电影 - 第8厅 科学教育电影 译制电影 新闻纪录电影 - 第9厅 香港、澳门地区电影 - 第10厅 台湾地区电影 | 博览区： - 第11厅 电影拍摄 - 第12厅 电影美术 - 第13厅 电影特殊摄影 - 第14厅 传统电影特技 - 第15厅 数字特技 - 第16厅 电影录音 - 第17厅 电影剪辑 - 第18厅 电影洗印 - 第19厅 电影动画 - 第20厅 形形色色的电影 |

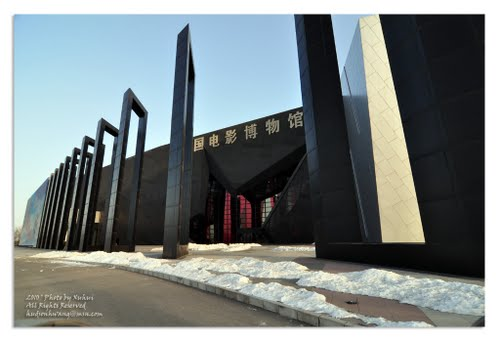
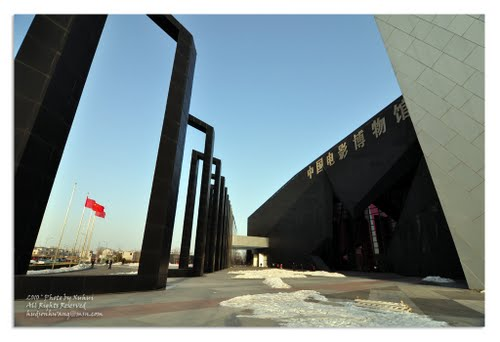
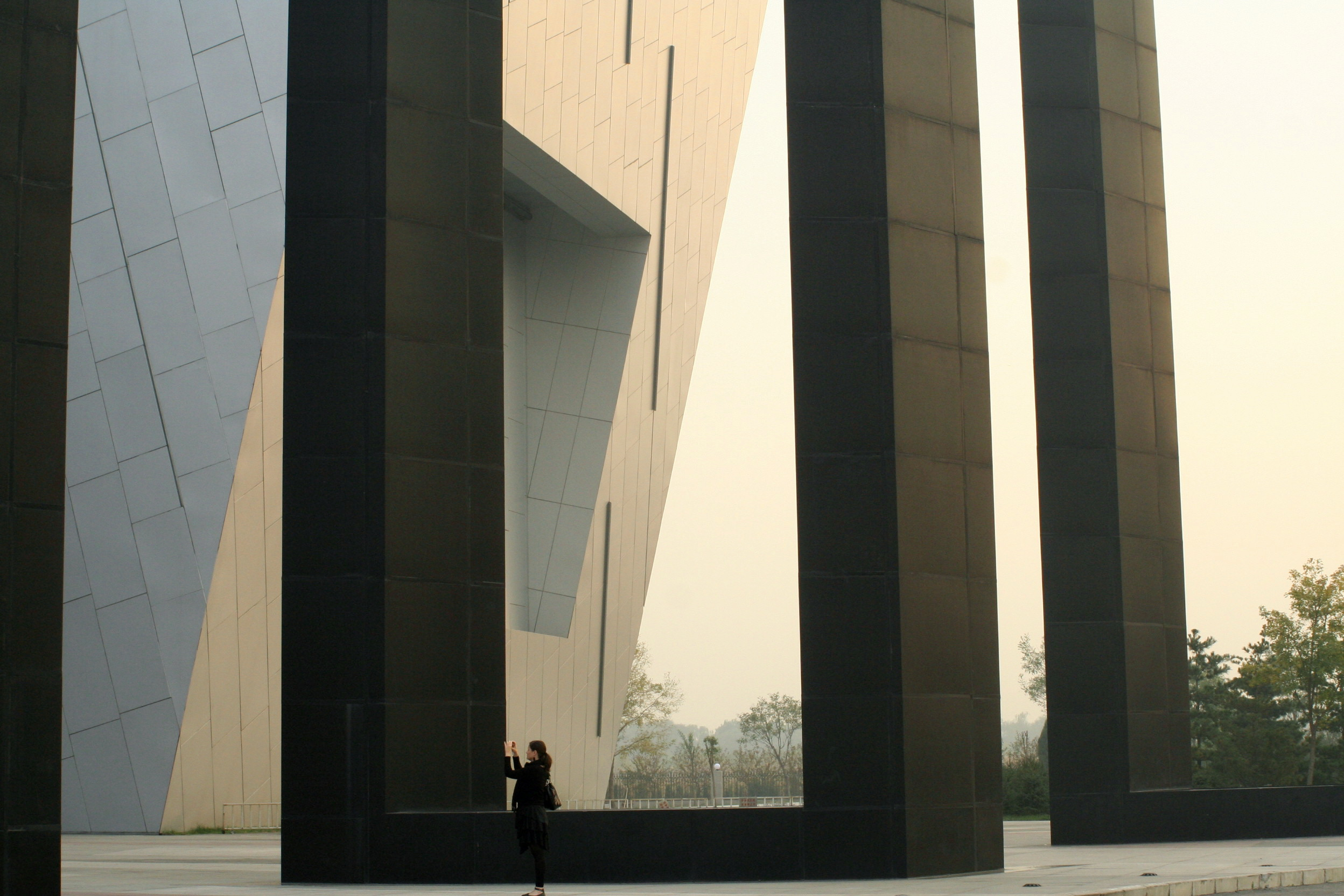
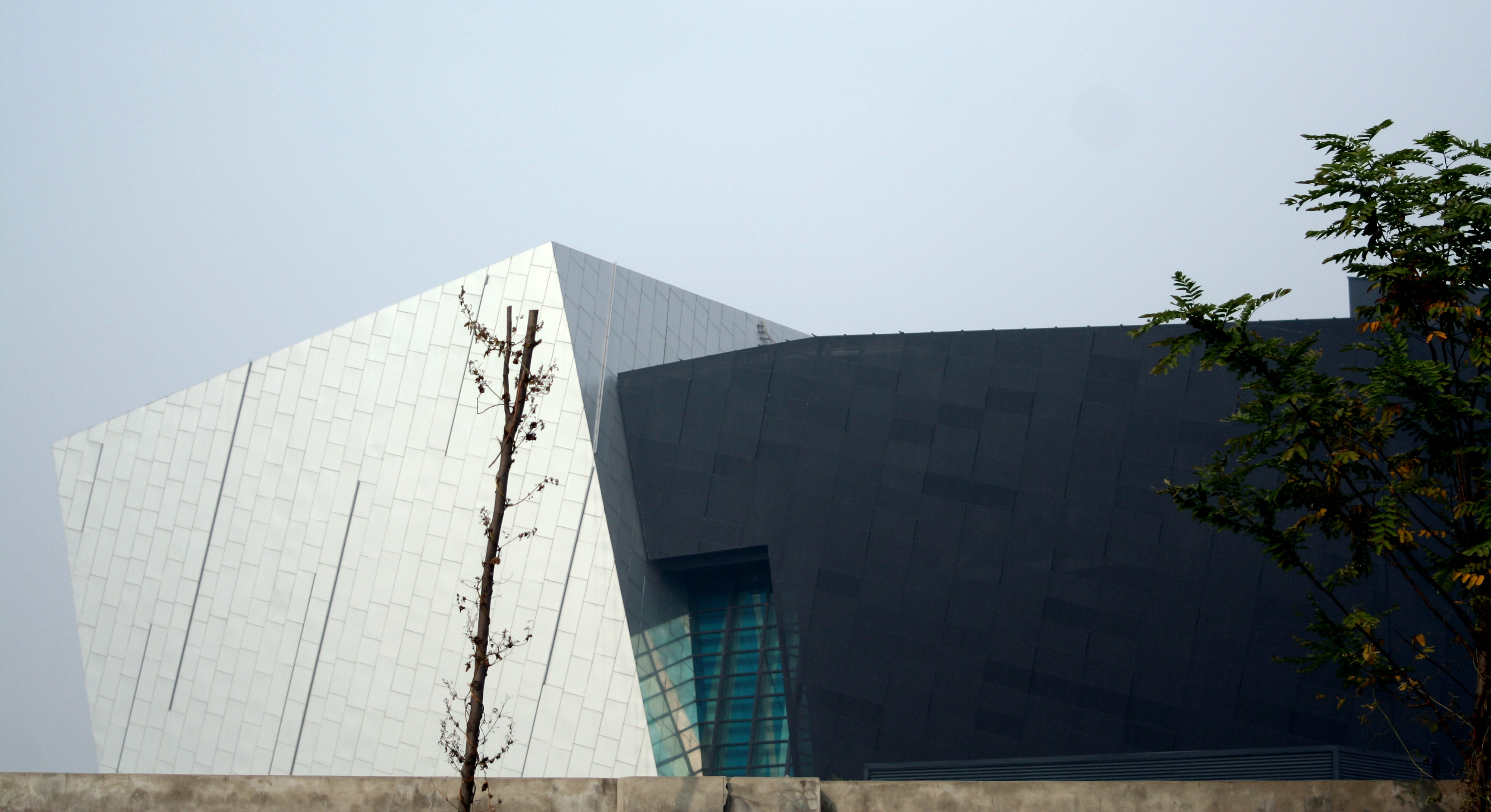

## 历任馆长
1. 杨永安（2005年—，2011年起兼任党委副书记，2014年撤销党内职务）[4][5]